# Ataque de Vancouver em 2025
Em 26 de abril de 2025, um ataque com veículo ocorreu no festival do dia de Lapu Lapu, um evento público em homenagem à herança filipina em Vancouver, Colúmbia Britânica, Canadá deixando onze mortos e inúmeras pessoas feridas. Esse ataque, juntamente com o ataque de Toronto em 2018, que utilizou uma van, é considerado um dos incidentes mais mortais da história canadense envolvendo atropelamento com veículo.

## Antecedentes
O Dia de Lapu Lapu é uma celebração filipina que leva o nome de Lapu-Lapu, um chefe Mactan que lutou contra a colonização espanhola. A Colúmbia Britânica reconheceu oficialmente o evento em 2023, e um festival anual para os filipino-canadenses, que têm uma forte presença em Vancouver, tem sido realizado na cidade desde que o dia foi reconhecido na Colúmbia Britânica. Mil pessoas estavam na área no momento do ataque, de acordo com o Vancouver Sun. De acordo com dois membros do Conselho Municipal de Vancouver, o local não havia sido isolado por caminhões basculantes da cidade, ao contrário de festivais anteriores na cidade. O ataque ocorreu dois dias antes das eleições federais canadenses de 2025.

## Ataque
Aproximadamente às 20:14 no horário local (00:14 no horário de Brasília) um homem dirigiu um Audi SUV preto contra a festa do dia de Lapu-Lapu que estava sendo realizada na East 41st Avenue e na Fraser Street. O ataque ocorreu após uma apresentação do rapper e cantor apl.de.ap, do Black Eyed Peas, antes do término do evento.

## Suspeito
O condutor, Kai-Ji Adam Lo, um homem de 30 anos conhecido pela polícia antes do incidente, foi detido por transeuntes após tentar fugir do local e levado sob custódia pela polícia.
Acredita-se que ele tenha agido sozinho e era o único ocupante do carro. A polícia de Vancouver confirmou que o acusado tem um histórico significativo de interações com a polícia e com profissionais da área de saúde “relacionadas à saúde mental”, mas não tinha antecedentes criminais. A polícia descartou a hipótese de terrorismo como motivo do incidente.

## Vítimas
Onze pessoas, com idades entre 5 e 65 anos, foram mortas e mais de 32 ficaram feridas. O Hospital Geral de Vancouver recebeu várias vítimas e dois hospitais anunciaram um código laranja, que simboliza um evento com vítimas em massa. No dia seguinte, o Ministério da Saúde da Colúmbia Britânica confirmou que 32 pessoas (incluindo os 11 mortos) haviam sido hospitalizadas, e que 17 pessoas permaneciam no hospital naquele momento.
Entre as vítimas fatais está a compositora, ativista, educadora, pianista e fundadora do bloco Marcha Nerd [en], Clara "Kira" Ganapol Salim, de 34 anos, natural do Rio de Janeiro. Ela morava há três anos no Canadá e atuava como orientadora educacional na Fraser River Middle School. Nas redes sociais, Clara afirmava que sua missão pessoal era “facilitar e orientar jovens e comunidades marginalizadas a prosperarem em suas vidas, criando um ambiente diverso e equitativo que estimule diferentes pontos fortes e personalidades”.

## Reação ao ataque

### Doméstica
Várias figuras políticas locais e nacionais ofereceram suas condolências, incluindo o primeiro-ministro Mark Carney, o líder do Partido Conservador, Pierre Poilievre e o líder do Novo Partido Democrático Jagmeet Singh, que havia ido ao festival no início do dia e o primeiro-ministro da Colúmbia Britânica, David Eby, bem como o prefeito de Vancouver, Ken Sim, e Elizabeth May, co-líder do Partido Verde do Canadá.

### Internacional
O Consulado Geral das Filipinas em Vancouver expressou a sua “profunda preocupação e simpatia pelas vítimas”.